# Grupo fuchsiano
Em matemática, um grupo fuchsiano é um tipo particular de grupo de isometrias do forma quadrática isotrópica (ou plano hiperbólico). Um grupo fuchsiano é sempre um grupo discreto contido no grupo de Lie semisimples PSL(2,C). O nome é dado em homenagem a Lazarus Immanuel Fuchs.